# Поповский сельсовет (Тамбовская область)
Поповский сельсове́т — сельское поселение в Староюрьевском районе Тамбовской области.
Административный центр — село Поповка.

## Население
| 2010 | 2012 | 2013 | 2014 | 2015 | 2016 | 2017 |
| ---- | ---- | ---- | ---- | ---- | ---- | ---- |
| 848  | ↘821 | ↘808 | ↘785 | ↘744 | ↘723 | ↘718 |
| 2018 | 2019 | 2020 | 2021 |      |      |      |
| ↘709 | ↘679 | ↘670 | ↘627 |      |      |      |

## Состав поселения
| № | Населённый пункт | Тип населённого пункта       | Население |
| - | ---------------- | ---------------------------- | --------- |
| 1 | Елань            | посёлок                      | 11        |
| 2 | Крутовское       | село                         | 267       |
| 3 | Поповка          | село, административный центр | 523       |
| 4 | Чемерика         | посёлок                      | 19        |
| 5 | Чугуновка        | деревня                      | 28        |